# Павленко Сергій Михайлович
Сергій Михайлович Павленко (31 серпня 1951) — український радянський футболіст, захисник.

## Біографія
Вихованець футбольної школи київського «Динамо» (тренери — Олександр Леонідов і Віталій Голубєв). Найбільш відомим з його партнерів по ДЮСШ є Сергій Морозов, чемпіон СРСР у складі луганської «Зорі». На дитячому рівні виступав у нападі, а в дублі «Динамо» Михайло Коман перевів його на позицію опорного півзахисника.
За основний склад дебютував 25 листопада 1969 року у матчі чемпіонату СРСР з «одноклубниками» з Тбілісі. Наступного сезону зіграв у двох кубкових іграх проти луганської «Зорі». У двадцять років перейшов до харківського «Металіста», що тоді був міцним середняком першої ліги. У команді Віктора Каневського був повноцінним гравцем основи і вже за рік отримав запрошення до клубу з елітного дивізіону — мінського «Динамо». На початку сезону зламав ногу, тривалий час лікувався і зміг відновитися лише восени. У міжсезоння білоруси відмовилися від його послуг і Павленко повернувся до Києва, форму підтримував у команді ветеранів «Динамо».
Незабаром Віктор Серебряников взяв його до сумського «Фрунзенця». Своєю грою знову привернув увагу клубу вищої ліги, цього разу одеського «Чорноморця». Моряки стали бронзовими призерами першості СРСР, але його внесок був мінімальним — у березні отримав травму, два місяці на лікарняному і лише дві гри за основний склад (у чемпіонаті проти київського «Динамо»). У центрі захисту чудово грали В'ячеслав Лещук і Віталій Фейдман, а Павленко який також грав на цій позиції виступав за дубль. Щоправда, без нагороди не залишився: резерісти «Чорноморця» також здобули «бронзу» 1974 року.
У новому сезоні почалися непорозуміння з старшим тренером Ахмедом Аласкеровим і він залишив одеський колектив. Того року також захищав кольори сумського «Фрунзенця» і армійської команди з Тирасполя. Наступні два сезони стали найкращими в його футбольній кар'єрі. Армійці повернулися до Одеси і демонстрували чудову гру: 1976 — стали бронзовими призерами чемпіонату УРСР серез команд майстрів, а 1977 — переможцями турніру і здобули путівку до першої ліги. Але в другому дивізіоні СКА грало вже без Павленка, його знову запросив до себе клуб з еліти. Якщо в Мінську і Одесі йому не вдалося стати гравцем основи через травми, то в Дніпропетровську — через тренерів: у розпалі чемпіонату Вадима Іванова замінив Йожеф Сабо, який не бачив перспектив для новачка у своїй команді. Всього за «Дніпро» провів сім лігових матчів.
Наступною командою став друголіговий «Араз» з міста Нахічевань. До Азербайджану поїхав разом з одеситами Олександром Поліщуком і Григорієм Сапожниковим. Після першого кола команда Ахмеда Аласкерова лідирувала у своїй зоні другої ліги, але того сезону невдало виступало столичне «Нефтчі», котре боролося за виживання у вищій лізі. Тренер, Павленко і Сапожников поїхали до Баку. «Нафтовики» зберегли місце в еліті, в чому був вагомий внесок і українських спортсменів. 1980 року Сергій Павленко завершив професіональну кар'єру футболіста. Повернувся до Одеси, працював у державній митній службі, грає за команди ветеранів одеського футболу.

## Досягнення
- Чемпіон УРСР (1): 1977
- Третій призер (1): 1976

## Статистика
| Команда                    | Д-1  | Д-1  | Д-2  | Д-2  | Д-3  | Д-3  | Кубок | Кубок |
| Команда                    | Ігри | Голи | Ігри | Голи | Ігри | Голи | Ігри  | Голи  |
| -------------------------- | ---- | ---- | ---- | ---- | ---- | ---- | ----- | ----- |
| «Динамо» (Київ)            | 1    | 0    | —    | —    | —    | —    | 2     | 0     |
| «Металіст» (Харків)        | —    | —    | 37   | 1    | —    | —    | 2     | 0     |
| «Динамо» (Мінськ)          | 6    | 0    | —    | —    | —    | —    | 1     | 0     |
| «Фрунзенець» (Суми)        | —    | —    | —    | —    |      | 5    | —     | —     |
| «Чорноморець» (Одеса)      | 1    | 0    | —    | —    | —    | —    | 1     | 0     |
| СКА (Одеса)                | —    | —    | —    | —    | 75   | 1    | 6     | 0     |
| «Дніпро» (Дніпропетровськ) | 7    | 0    | —    | —    | —    | —    | —     | —     |
| «Араз» (Нахічевань)        | —    | —    | —    | —    |      | 1    | —     | —     |
| «Нефтчі» (Баку)            | 21   | 0    | —    | —    | —    | —    | 5     | 0     |
| Всього за кар'єру          | 36   | 0    | 37   | 1    |      | 7    | 17    | 0     |